# Pterocheilus mongolicus
Pterocheilus mongolicus är en stekelart som beskrevs av Kohl 1907. Pterocheilus mongolicus ingår i släktet palpgetingar, och familjen Eumenidae. Inga underarter finns listade i Catalogue of Life.